# Tonduti
La famiglia Tonduti di Scarena. Famiglia d'origine nizzarda, i suoi membri sono stati conti di Scarena, signori di Peglione (Peillon) nel 1580, signori di Falicone (Falicon) nel 1737, signori di Castelnuovo (Châteauneuf) nel 1761, conti di Villafranca (Villefranche) nel 1738, signori di Toetto-Scarena (Touët-de-l'Escarène).
Orazio Tonduti, della branca principale dei Tonduti, è stato investito della contea di Scarena il 3 aprile 1700.